# Sæby
Sæby är en tätort och stad i Frederikshavns kommun i Region Nordjylland i norra Danmark. Tätorten har 8 845 invånare (2024). Den ligger på ön Vendsyssel-Thy vid Sæby Ås utlopp i Kattegatt, cirka 12 kilometer söder om staden Frederikshavn. Sæby var centralort i Sæby kommun fram till kommunreformen 2007.
Nära Sæby ligger herrgården Sæbygaard och cirka 15 kilometer mot sydväst ligger slottet Voergård med sitt karakteristiska åttakantade torn.

## Sæby Redningsstation
Sæby Redningsstation grundades 1911. År 1990 uppfördes ett nytt båthus i Sæby havn. Stationen har motorräddningsbåten FRB 11 av typ Marine Partner Alusafe 1070.